# Апостольский нунций в Тоскане
Апостольский нунций в Великом герцогстве Тосканском или Апостольский нунций в Тоскане — бывший церковно-дипломатический пост Святого Престола, представлявший интересы Папства в Великом герцогстве Тосканском. Данный дипломатический пост занимал церковно-дипломатический представитель Ватикана в ранге посла. Резиденция Апостольской нунциатуры в Великом герцогстве Тосканском находилась во Флоренции с XVI века по 1859 год.

## История
Апостольская нунциатура в Тоскане была учреждена Папой Пием IV 2 августа 1560 года апостольским бреве «Insignis tua», благодаря его политике союза с семьёй Медичи, которая имела бы при его понтификате привилегированные отношения со Святым Престолом. Папский легат пользовался широкими полномочиями, особенно в отношении инквизиции, которые были в значительной степени сокращены преемником Сикстом V.
Даже до учреждения Апостольской нунциатуры, однако, была форма дипломатической миссии во главе с «Генеральным коллектором», базирующимся во Флоренции, поскольку это был самый важный город в Тоскане, название, которое позднее было изменено на Апостольскую нунциатуру в Великом герцогстве Тосканском после создания Великого герцогства Козимо I Медичи и при поддержке понтифика.
В XVII веке будущий Папа Иннокентий XII был апостольским нунцием в Великом герцогстве Тосканском.
Апостольская нунциатура прекратила своё существование с присоединением Великого герцогства Тосканского к королевству Италии в марте 1859 года. 5 мая 1859 года последний апостольский нунций в Тоскане Алессандро Франки покинул Флоренцию.

## Апостольские нунции в Великом герцогстве Тосканском

### Генеральные коллекторы
- Джакомо да Итри — (май 1373 — 18 января 1376);

...
- Джованни Капогалло — (1386 — 1398);

...
- Карло ди Козимо Медичи — (1450 — 1460).

### Апостольские нунции

#### XVI век
- Джованни Кампеджи — (2 августа 1560 — январь 1561);
- Джорджо Корнер — (13 января 1561 — 1565);
- Бернардино Бризенья — (8 февраля 1565 — июнь 1573);
- Карло Чикала — (15 июня 1573 — 25 февраля 1576);
- Альберто Болоньетти — (25 февраля 1576 — сентябрь 1578);
- Фабио делла Корнья — (10 сентября 1578 — октябрь 1579);
- Паоло Капраника — (28 октября 1579 —  февраль 1581);
- Валерио делла Корбара — (13 февраля 1581 — апрель 1586);
- Джузеппе Донцелли — (13 апреля 1586 — апрель 1587);
- Джованни Маца де Канобби — (август 1587 — апрель 1589, до смерти);
- Микеле Приули — (10 апреля 1589 — 15 июля 1591);
- Карло Монтильи — (15 июля 1591 — февраль 1592);
- Марино Дзордзи — (27 февраля 1592 — 15 октября 1596 — назначен епископом Брешии);
- Оффред Оффреди — (26 октября 1596 — 18 июня 1598 — назначен апостольским нунцием в Венеции);
- Доменико Джиннази — (11 августа 1598 — 1600)

#### XVII век
- Асканио Джаковацци — (5 мая 1600 — 1605);
- Антонио Гримани — (11 июля 1605 — 27 июня 1616);
- Пьетро Вальер — (27 июня 1616 — 1621);
- Инноченцо Массими — (12 марта 1621 — 28 июня 1622);
- Альфонсо Джильоли — (20 августа 1622 — 24 марта 1630, до смерти);
- Джачинто Ферри — (1630 — 1631) (поверенный в делах);
- Джорджо Болоньетти — (8 ноября 1631 — 1634);
- Джованни Франческо Пассионеи — (8 июля 1634 — 1641);
- Камилло Мельци — (20 февраля 1641 — 12 июля 1643);
  - Разрыв дипломатических отношений (1643—1645);
- Аннибале Бентивольо — (20 апреля 1645 — 1652, подал в отставку);
- Антонио Пиньятелли дель Растрелло — (29 октября 1652 — 21 мая 1660 — назначен апостольским нунцием в Польше);
- Стефано Бранкаччо — (9 июня 1660 — 17 июля 1666);
- Лоренцо Тротти — (5 ноября 1666 — ?);
- Опицио Паллавичини — (1 июня 1668 — 29 ноября 1672 — назначен апостольским нунцием в Кёльне);
- Карло Франческо Айрольди — (1673 — 27 ноября 1675 — назначен апостольским нунцием в Венеции);

...
- Эрколе Висконти — (? — 28 сентября 1680 — назначен апостольским нунцием в Кёльне);

...
- Джузеппе Аркинто — (22 апреля 1686 — 15 декабря 1689 — назначен апостольским нунцием в Венеции);

...
- Томмазо Руффо — (19 апреля 1698 — 23 марта 1700).

#### XVIII век
- Никколо Караччоло — (25 июня 1700 — 23 апреля 1703 — назначен архиепископом Капуа);
- Антонио Франческо Санвитале (17 августа 1703 — 1 июня 1706);
- Никола Гаэтано Спинола (30 октября 1706 — 6 сентября 1707 — назначен апостольским нунцием в Польше);
- Джироламо Маттеи Орсини (1708 — 1710 — назначен апостольским нунцием в Венеции)
- Джероламо Аркинто — (март 1711 — 1 декабря 1712 — назначен апостольским нунцием в Кёльне);
- Пьетро Луиджи Карафа младший — (20 июля 1713 — 12 апреля 1717 — назначен секретарём Священной Конгрегации Пропаганды Веры);
- Карло Гаэтано Стампа — (29 апреля 1718 — 12 октября 1720 — назначен апостольским нунцием в Венеции);
- Ладзаро Паллавичини — (5 марта 1721 — ?);

...
- Фабрицио Сербеллони — (1 сентября 1731 — 5 февраля 1734 — назначен апостольским нунцием в Польше);
- Джованни Франческо Стоппани — (13 апреля 1735 — 10 марта 1739 — назначен апостольским нунцием в Венеции);
- Альберико Аркинто — (17 ноября 1739 — 1 марта 1746 — назначен апостольским нунцием в Польше);

...
- Антонио Билья — (22 июля 1754 — 29 ноября 1755 года, до смерти);
- Виталиано Борромео — (16 марта 1756 — 10 декабря 1759 — назначен апостольским нунцием в Австрии);
- Бернардино Онорати — (24 апреля 1760 — 20 ноября 1766 — назначен апостольским нунцием в Венеции);
- Джованни Аркинто — (20 декабря 1766 — 20 июня 1769 — назначен секретарём мемориальных дат);
- Маркантонио Марколини — (23 августа 1769 — 16 февраля 1771 — назначен секретарём Священной Консульты);
- Джованни Оттавио Манчифорте Сперелли — (27 июня 1771 — сентябрь 1775, в отставке);
- Карло Кривелли — (23 сентября 1775 — 14 февраля 1785 — назначен префектом Ватиканского секретного архива);
- Луиджи Руффо Шилла — (26 апреля 1785 — 23 августа 1793 — назначен апостольским нунцием в Австрии);
- Джованни Филиппо Галларати Скотти — (23 августа 1793 — 18 августа 1795 — назначен апостольским нунцием в Венеции);
- Антонио Мария Одескальки — (16 июня 1795 — 1801 — назначен магистром Палаты Его Святейшества).

#### XIX век
- Джузеппе Мороццо делла Рокка — (11 мая 1802 — 1 ноября 1806);
  - Пьетро Валентини — (1 ноября 1806 — 6 мая 1830, подал в отставку) (аудитор);
- Константино Патрици Наро — (декабрь 1828 — 19 июня 1829, подал в отставку);[1]
- Джакомо Луиджи Бриньоле — (2 февраля 1830 — 10 февраля 1833 — назначен казначеем Преподобной Апостольской палаты)
  - Джироламо Феличианджело — (21 марта 1833 — 30 июля 1836, подал в отставку) (поверенный в делах);
  - Лорето Сантуччи — (август 1836 — май 1842, подал в отставку) (поверенный в делах);
  - Бернардо Тирабасси — (май 1842 — 20 января 1845 — назначен епископом Ферентино) (поверенный в делах);
  - Карло Саккони — (январь 1845 — 13 ноября 1847 — назначен апостольским интернунцием в Баварии) (поверенный в делах);
  - Винченцо Массони — (13 ноября 1847 — 16 июня 1856 — назначен апостольским интернунцием в Бразилии) (поверенный в делах);
- Алессандро Франки — (16 июня 1856 — 5 мая 1859).
  - Апостольская нунциатура упразднена.